# روابط ارمنستان و سوئیس

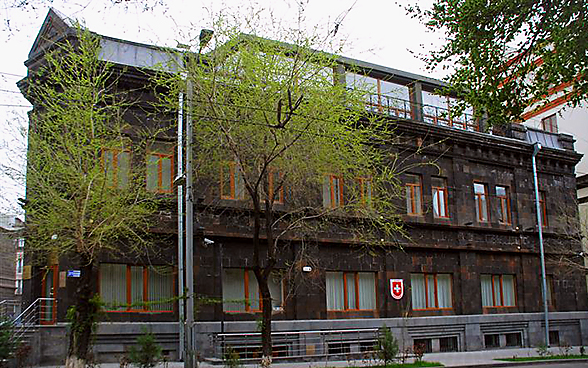
سفارت سوئیس در ایروان

روابط خارجی بین ارمنستان و سوئیس وجود دارد. سوئیس در ۲۳ دسامبر ۱۹۹۱ ارمنستان را به عنوان یک کشور مستقل به رسمیت شناخت. دو کشور از آن زمان تاکنون روابط دیپلماتیک خود را حفظ کرده‌اند. هر دو کشور عضو شورای اروپا و سازمان بین‌المللی فرانکوفونی هستند.

## روابط دیپلماتیک
سفیر ارمنستان در سوئیس و سفیر سوئیس در ارمنستان (مستقر در تفلیس، گرجستان) هر دو در سال ۲۰۰۲ اعتبارنامه‌های خود را دریافت کردند. در سال ۲۰۱۱، نخستین سفیر مقیم سوئیس مأموریت خود را در ایروان آغاز کرد. سفیر ارمنستان در سوئیس در ژنو و در نمایندگی ارمنستان در سازمان ملل مستقر است.
سفارت ارمنستان در سوئیس نمایندگی دیپلماتیک ارمنستان در سوئیس است. این نمایندگی به‌طور همزمان به‌عنوان نمایندگی دائم ارمنستان در دفترهای سازمان ملل در ژنو نیز شناخته می‌شود.
سوئیس در تاریخ ۲۳ دسامبر ۱۹۹۱ ارمنستان را به‌عنوان یک کشور مستقل به رسمیت شناخت. از آن زمان، دو کشور روابط دیپلماتیک برقرار کرده‌اند. سفارتی در سال ۲۰۱۱ برای تسهیل گسترش و توسعه روابط ارمنستان و سوئیس تأسیس گردید. این نمایندگی غالباً رویدادهای فرهنگی، آموزشی و تجاری مختلفی را برای جامعه ارمنی در ژنو سازمان‌دهی می‌کند.

## نسل‌کشی ارمنی‌ها
شورای بزرگ ژنو در سال ۲۰۰۱ نسل‌کشی ارمنی‌ها را به رسمیت شناخت و مجمع فدرال سوئیس در سال ۲۰۰۳ این نسل‌کشی را تأیید کرد. در حالی که قانون سوئیس انکار نسل‌کشی ارمنیان را جرم تلقی می‌کند و مجازات آن جریمه مالی است، دادگاه حقوق بشر اروپا در سال ۲۰۱۵ حکم داد که محکومیت یک سیاستمدار ترکیه‌ای بر اساس این قانون، حق او به آزادی بیان را نقض کرده است.

## دوران کنونی
از نوامبر ۲۰۱۹، بین ۴۰۰۰ تا ۶۰۰۰ نفر ارمنی‌تبار در سوئیس زندگی می‌کنند، در حالی که شهروندان سوئیسی بسیار کمی در ارمنستان هستند. نمایندگی دائم ارمنستان در سازمان تجارت جهانی در ژنو مستقر است.
ارمنستان در پی فجایع بزرگی مانند زمین‌لرزه ۱۹۸۸ ارمنستان از سوی سوئیس کمک‌های بشردوستانه دریافت کرده است.
در فوریه ۲۰۲۴ دو کشور در مورد مسائل مختلف مرتبط با روابط دوجانبه، از جمله همکاری در اقتصاد، فناوری‌های پیشرفته، فرهنگ و گردشگری گفتگو کردند. همچنین روند عادی‌سازی روابط ارمنستان و آذربایجان مورد بحث قرار گرفت و ارمنستان پروژه «تقاطع صلح» خود را ارائه داد. مسائل امنیتی منطقه‌ای و بین‌المللی نیز مورد تبادل نظر قرار گرفت. مشاوره‌های سیاسی بین ارمنستان و سوئیس در ایروان برگزار شد. طرفین در مورد مسائل مختلف مرتبط با روابط دوجانبه گفتگو کردند. همکاری مؤثر در پلتفرم‌های بین‌المللی و امکان حمایت متقابل نیز مورد بحث قرار گرفت. روند عادی‌سازی روابط ارمنستان و آذربایجان و ارائه پروژه «تقاطع صلح» ارمنستان مورد توجه قرار گرفت. مسائل امنیتی منطقه‌ای و بین‌المللی نیز مورد بحث و تبادل نظر قرار گرفت. در تاریخ ۶ فوریه، مشاوره‌های سیاسی بین وزارتخانه‌های امور خارجه جمهوری ارمنستان و کنفدراسیون سوئیس در ایروان برگزار شد. هیئت ارمنستان به رهبری سامول مکرتچیان، رئیس بخش اروپا در وزارت امور خارجه؛ و موریل پنور، رئیس بخش منطقه اوراسیا در وزارت امور خارجه، نماینده هیئت سوئیس بود.
دبیرکل حزب و رئیس‌جمهور تو لام با ویولا آمرد، رئیس کنفدراسیون سوئیس و رئیس اداره فدرال دفاع، حفاظت مدنی و ورزش؛ و نیکول پاشینیان، نخست‌وزیر ارمنستان، به مناسبت حضورش در نوزدهمین اجلاس فرانکوفونی در پاریس در ۵ اکتبر دیدار کرد. در دیدار با آمرد، لام از سوئیس به خاطر کمک یک میلیون فرانک سوئیس (۱٫۱۶ میلیون دلار آمریکا) و ارسال کارشناسان و تجهیزات برای کمک به ویتنام در مواجهه با پیامدهای طوفان یاجی تشکر کرد. او گفت که دوستی و همکاری دوجانبه پس از بیش از نیم قرن برقراری روابط دیپلماتیک به خوبی در حال توسعه است؛ و پیشنهاد کرد که هر دو طرف به توسعه روابط خود متناسب با پتانسیل‌هایشان در زمان آینده ادامه دهند.
دو رهبر توافق کردند که تبادل هیئت‌ها و تماس‌ها را در تمام سطوح و کانال‌ها افزایش دهند تا نیروی جدیدی برای همکاری دوجانبه در تمام زمینه‌ها ایجاد کنند و تلاش کنند مذاکرات بر سر یک توافقنامه تجارت آزاد بین ویتنام و انجمن تجارت آزاد اروپا (EFTA) را به پایان برسانند، به تحقیق و گسترش همکاری در زمینه‌های آموزش و پرورش، علم و فناوری، نوآوری، پاسخ به تغییرات اقلیمی، تحول دیجیتال و تحول سبز ادامه دهند تا ارتقاء روابط دوجانبه به سطح جدیدی در زمان مناسب تسهیل شود.
وزارت امور خارجه ارمنستان روز ملی سوئیس را به سوئیس تبریک گفت. وزارت امور خارجه در ایکس گفت. «ارمنستان به روابط خود با سوئیس که بر اساس ارزش‌های مشترک و اعتماد بنا شده، ارزش قائل است و به تقویت همکاری در تمام زمینه‌های مورد علاقه متقابل امیدوار است.»

### کنفرانس صلح
کنفرانس صلح به میزبانی سوئیس برگزار شد که در این کنفرانس ۹۲ کشور شرکت کردند. مقامات ارمنستان که روسیه را به جانبداری از جمهوری آذربایجان متهم کرده‌اند، دربارهٔ قصد خود از خروج از «پیمان امنیت جمعی» به رهبری روسیه، صحبت کرده‌اند. وزیر خارجه سوئیس به ایروان و باکو تأکید کرد که گفت‌وگوی سازنده برای صلح را دنبال کنند.
ایگنازیو کاسیس، وزیر خارجه سوئیس پس از نشست وی با آرارات میرزویان و جیحون بایراموف، وزیران خارجه ارمنستان و جمهوری آذربایجان در حاشیه نشست شورای وزرای کشورهای عضو سازمان امنیت و همکاری اروپا مطرح شد.